# Öringsvattnet
Öringsvattnet är en sjö i Kramfors kommun i Ångermanland och ingår i Ångermanälven-Gådeåns kustområde. Sjön har en area på 0,491 kvadratkilometer och ligger 277,1 meter över havet.

## Delavrinningsområde
Öringsvattnet ingår i det delavrinningsområde (697978-158595) som SMHI kallar för Utloppet av Öringsvattnet. Medelhöjden är 305 meter över havet och ytan är 2,23 kvadratkilometer. Det finns inga avrinningsområden uppströms utan avrinningsområdet är högsta punkten. Vattendraget som avvattnar avrinningsområdet har biflödesordning 2, vilket innebär att vattnet flödar genom totalt 2 vattendrag innan det når havet efter 23 kilometer. Avrinningsområdet består mestadels av skog (68 procent). Avrinningsområdet har 0,49 kvadratkilometer vattenytor vilket ger det en sjöprocent på 21,9 procent.